# Litiumkarbonat
Litiumkarbonat (EG-nummer 209–062–5, CID-nummer 54 581 168) är kolsyrasaltet av litium.

## Egenskaper
- Svårlösligt i vatten, lösligheten avtar med stigande temperatur.
- Olösligt i aceton, ammoniak och etanol, men löses av utspädda syror.
- Har ingen benägenhet för polymerisation.
- Luktlöst.
- Avdunstning vid 20 °C försumbar.
- Optiskt brytningsindex i natriumljus nD = 1,428
- Specifik värme 1,341 J · g-1 · K-1
- pH 10,2 i 1 % lösning.
- Självantänder inte vid någon temperatur.
- Ej stötkänsligt.
- Vidmakthåller inte statisk elektricitet.
- Inga fall av dammexplosioner som kan skyllas på litiumkarbonat är kända.

### Korrosionsegenskaper
En 1,3-procentig mättad vattenlösning av litiumkarbonat korroderar aluminium med 0,5…1,3 mm/år i rumstemperatur. Zink påverkas också, men i vilken grad finns inte dokumenterat.
Följande metaller angrips inte i rumstemperatur:
- Kolstål
- Nickel och nickellegeringar
- Rosttrögt stål (USA-legeringar typ 304 och 316)
- Tantal
- Titan
- Zirkonium

En del plaster är hållfasta mot litiumkarbonat, exempelvis
- bisfenol A-fumarat-polyester (men inte isoftalsyra-polyester).
- Polypropylen
- Teflon

## Handelsnamn
I marknaden tillhandahålls litiumkarbonat under bl a följande handelsnamn (vissa poster i listan eventuellt medicinska preparat):
| - Camcolit - Candamide - Carbolith - Carbolithium - Ceglution - Cibalith-S - Dilitium carbonate | - Duralit - Eskalith - Lentholit - Lisconum - Lithane - Lithinate - Lithitarb | - Lithizine - Lithobid - Lithonate - Litotabs - Lithotabs - Maniprex - Micalith | - Neurolepsin - Neurolithium - Plenur - Priadel - Théralite - Théralithe P |

## Farlighet[1]

### Risker
Litiumkarbonat är i sig inte brännbart, men exploderar i kontakt med fluorgas (F2), varvid eldflammor kan uppstå.
Vid kontakter med starka syror, såsom klorvätesyra och svavelsyra, sker våldsamma reaktioner under avgivande av koldioxid.
Även vid kontakt med oxiderande ämnen, t.ex. salpetersyra, perklorsyra, peroxider sker häftiga reaktioner.
Litiumkarbonat bör i förråd förvaras i tätt slutna kärl. Om ett sådant kärl vid brand upphettas starkt förgasas ämnet genom sönderfall i koloxider och litiumoxid. Dessa ämnen är i sig inte explosiva, men det av värmen uppstående gastrycket i kärlet kan göra att detta exploderar. Vid släckningsarbete bör därför så vitt möjligt kärl innehållande litiumkarbonat kylas genom vattenbegjutning. Om stora mängder koldioxider plötsligt skulle utbreda sig i närmiljön kan det skapa syrebrist, varför släckningspersonal bör ha andningsmasker i beredskap.

### Hälsofara. Åtgärder vid olycksfall
Ämnet kan ge störningar i centrala nervsystemet, blodomloppet, njurar, matsmältningssystemet. Besvär kan vara hosta, huvudvärk, magvärk, diarré, kräkning, dåsighet, i svåra fall ända till medvetslösenhet.
Vid förtäring och om den drabbade är vid fullt medvetande, skall omgående ges ett par glas mjölk eller vatten. I annat fall transport till läkare eller sjukhus. Kräkning ska inte initieras.
Ämnet irriterar ögonen. Vid olyckor skall eventuella kontaklinser om möjligt avlägsnas och på drabbat öga ska ögonlocket hållas brett öppet och sköljas med stora mängder ljummet vatten under minst 5 minuter; (en källa säger 20 minuter). Om besvär kvarstår, skall läkare eller sjukhus kontaktas.
Långvarig hudkontakt kan ge frätskador.

### Olycksförebyggande åtgärder
Vid långvarig hantering ska skyddshandskar användas.
Om hanteringen åstadkommer damm ska andningsskydd med filter minst klass P2 användas.
Mat och dryck under arbetet bör undvikas.
Gravida och ammande kvinnor ska inte arbeta med litiumkarbonat, eftersom litium passerar rakt igenom moderkakan och kan ge fosterskador, speciellt hjärtrelaterade, och även orsaka missfall. Skadliga mängder litium kan även finnas i modersmjölken.
Litiumkarbonat får ej transporteras tillsammans med födoämnen.

### Djurförsök[2]
Vid försök med råttor har man i ett obekräftat fall konstaterat att 50 % dödlighet inträffar vid dosen 525 mg/kg kroppsvikt (letal dos LD50). Detta motsvarar ungefär 5 g för en vuxen person.
I en annan studie med råttor blev resultat LD50 = 710 mg/kg kroppsvikt.
Det är att märka, att resultat från djurförsök inte utan vidare kan tillämpas för människor p.g.a. biologiska olikheter.
Utöver detta har ett stort antal dåligt genomförda försök gjorts med bristfällig dokumentation, varav inga säkra slutsatser kan dras.
Mindre spill kan spolas ner i avloppsystemet. Vid större utsläpp, t.ex. vid trafikolyckor, får vägen inte spolas ren med vatten, utan räddningstjänsten skall kontaktas för sanering. Om större mängder kommer ut i vattendrag kan fisk skadas.
Arbetsmiljöfrågor beträffande litiumkarbonat handläggs i USA av RTECS med referensnummer OJ5 800 000.

## Användningsområden
Världsproduktionen 1985 var ca 28 000 ton och användes bl a till följande:

### Råvara
Litiumkarbonat kan vara utgångsmaterial vid framställning av:
- Litiumbromid
- Litiumhydroxid
- Litiumklorid
- Litium-metall
- Litiumoxid
- Litiumniobat

### Läkemedel
Preparat innehållande litiumkarbonat används inom psykiatrin vid behandling av depressioner, manier och manodepressiva sjukdomar (bipolärt syndrom).
Exempel på handelsnamn för medicinska preparat:
- Hypnorex
- Neurolepsin
- Quilonom
- Quilonorm

### Fyrverkeripjäser
Med litiumkarbonat ingående i lyssatsen fås röda effekter.

### Glastillverkning
Litiumkarbonat som beståndsdel i glasmassan ger följande fördelar:
- Utvidgningskoefficienten blir låg. Detta gör att de färdiga glasföremålen blir eldfasta.
- Viskositeten sänks, vilket underlättar tillverkning av föremål med mycket tunt gods.
- Närliggande är glasyr med låg smältpunkt, som fås i kombination med kisel. Används som överdrag på lergods och vid emaljarbeten.
- Annat närliggande områte är tillverkning av elektroporslin.

### Limmer
Med litiumkarbonat som tillsats i diverse limmer och fogmassor förkortas torktiden.

### Diverse tillverkningar
- Beläggning på svetselektroder
- Fernissor
- Katalysator i vissa kemiska processer
- Tillverkning av färgämnen för textilfärgning.
- Självlysande färg